# Tom Englén
Tom Englén, född 1969 i Växjö, svensk beachvolleybollspelare som bor i Umeå sedan 1992.
Tom Englén blev Sveriges första proffs i beachvolley. Han lyckades tillsammans med partner Fredrik Peterson kvalificera sig till OS 1996 då beachvolley fanns med på OS-programmet för första gången.
Englén är engagerad i utvecklingen av svensk beachvolley under flera år och bland annat grundare till Sveriges största publika beachvolleyevenemang, Umeå City Beach.